# Transtextualidade
A transtextualidade é definida como a “transcendência textual do texto”. Segundo Gérard Genette, a transtextualidade é “tudo o que coloca o texto em relação, seja óbvio ou oculto, com outros textos” e “abrange todos os aspectos de um determinado texto”. Genette descreveu a transtextualidade como um "termo mais inclusivo" do que a intertextualidade.

## Subtipos
Genette forneceu cinco subtipos de transtextualidade, a saber: intertextualidade, paratextualidade, arquitextualidade, metatextualidade e hipertextualidade (também conhecida como hipotextualidade).

### Descrição
A seguir estão as descrições dos cinco subtipos de transtextualidade:
- A intertextualidade pode ser na forma de citação, plágio ou alusão.
- Paratextualidade é a relação entre um texto e seu paratexto que circunda o corpo principal do texto. Exemplos são títulos, cabeçalhos e prefácios.
- Arquitextualidade é a designação de um texto como parte de um gênero ou gêneros
- Metatextualidade é o comentário crítico explícito ou implícito de um texto sobre outro texto
- Hipotextualidade ou hipertextualidade é a relação entre um texto e um 'hipotexto' anterior - um texto ou gênero no qual se baseia, mas que transforma, modifica, elabora ou amplia. Exemplos são paródia, paródia, sequência e tradução. Na tecnologia da informação, a hipertextualidade é um texto que leva o leitor diretamente a outros textos.[2]